# مرثیه برای اور
مرثیه برای اور (انگلیسی: Lament for Ur) یا مرثیه‌ای بر شهر اور یک مرثیه به زبان سومری است که در حدود زمان سقوط شهر اور به‌دست ایلامی‌ها و پایان سلسله سوم اور (حدود ۲۰۰۰ پیش از میلاد) سروده شده است.
مرثیه‌ای بر ویرانی شهر اور، سروده‌ای است سومری که در پی نابودی شهر اور و نیایشگاه مقدس آن، اکیشن‌وگال، به‌دست ایلامی‌ها سروده شده است. این یورش، پایانی بود بر دومان سوم اور و منجر به اسارت ایبی‌سین، واپسین شاه این دودمان شد.
ویرانی نیایشگاه در سومر باستان تجربه‌ای بس جانکاه و فاجعه‌بار به‌شمار می‌رفت، رخدادی که سامان جامعه را یکسره فرو می‌ریخت.
از مرثیه برای اور:
«... آوازت بدل به نوحه شده است»
«نوای تیگی‌ات به مرثیه‌ای غم‌بار بدل گشته است»
«گاو نرت به آغل بازنگشته، پیه‌اش مهیا نشده است»
«بره‌ات در گله نیست، شیرش پیشکش تو نشده است»
«آن‌که همواره پیه برایت می‌آورد، دیگر از آغل چیزی نمی‌آورد»
«آن‌که شیر می‌آورد، دیگر از گله نمی‌آورد»
«ماهیگیری که برایت ماهی می‌آورد، به بدبختی گرفتار شده است»
«شکارچیانی که برایت پرندگان می‌آوردند، به اسیری رفته‌اند… دیگر رمقی برای زیستن نیست»
«رودخانه‌ات که برای قایق‌های مَگور مهیا شده بود، اینک بوته‌های نامرئی در دل آن روییده‌اند»
«در جاده‌ای که برای ارابه‌های جنگی آماده شده بود، اینک خار کوهستانی سر برآورده است»
«ای بانوی من! شهر تو برایت می‌گرید، چونان مادری داغدار»
«اور تو را می‌جوید، چون کودکی گمشده در کوچه‌ای ویران»
...
«ای مادر نینگال! تا کی در شهر، چونان دشمن، کین‌خواهی خواهی کرد؟»
...
«باشد که انو، شاه خدایان، فرمان دهد: «بس است!»»
«باشد که انلیل، شاه سرزمین‌ها، سرنوشتی نیکو برایت رقم زند»
«باشد که شهر را به تو بازگرداند تا دوباره ملکه‌اش باشی»
«باشد که اور را به تو بازگرداند تا بار دیگر ملکه‌اش شوی!»

## مرثیه‌ها
این متن یکی از پنج مرثیه شناخته‌شده میان‌رودانی برای شهرها است—مرثیه‌هایی برای شهرهای ویران‌شده که از زبان خدای سرپرست آن شهرها بیان می‌شود.
مراثی دیگر عبارت‌اند از:
- مرثیه برای سومر و اور
- مرثیه برای نیپور
- اریدو
- مرثیه برای اوروک

کتاب مراثی در عهد عتیق که ویرانی اورشلیم به‌دست نبوکدنصر دوم پادشاه بابل (دولت‌شهر) در سده ششم پیش از میلاد را سوگواری می‌کند، از نظر سبک و مضمون شباهت‌هایی با این مراثی کهن میان‌رودانی دارد. مراثی مشابهی را می‌توان در کتاب ارمیا، سفر حزقیال و مزامیر، به‌ویژه مزمور ۱۳۷ (Psalms 137:1–9) نیز یافت.

## گردآوری
نخستین سطرهای این مرثیه در فهرست موزه باستان‌شناسی و مردم‌شناسی دانشگاه پنسیلوانیا و در بخش بابلی، لوح‌های شماره ۲۲۰۴، ۲۲۷۰، ۲۳۰۲ و ۱۹۷۵۱، که در کاوش‌های آن‌ها از پرستشگاه و کتابخانه شهر نیپور در عراق امروزی به‌دست آمده بود، کشف شد. این لوح‌ها در سال ۱۹۱۸ توسط جورج آرون بارتون ترجمه شد و نخستین‌بار با عنوان «متون دینی سومری» در کتاب کتیبه‌های بابلی گوناگون، شماره شش، با عنوان «دعایی برای شهر اور» منتشر شد. لوح بازسازی‌شده در ضخیم‌ترین بخش خود دارای ابعاد ۹ در ۴٫۵ در ۱٫۷۵ اینچ (۲۲٫۹ در ۱۱٫۴ در ۴٫۴ سانتیمتر) است. بارتون یادآور شد: «بر پایهٔ بخش‌هایی که می‌توان ترجمه کرد، به‌نظر می‌رسد این متن دعایی برای شهر اور در زمانی بسیار بحرانی و پرخطر است. تعیین دقیق زمان نگارش آن دشوار است.» او حدس زد که این متن احتمالاً، هرچند تأیید نشده، در واپسین روزهای سلطنت ایبی-سین و در آستانهٔ سقوط اور نوشته شده باشد.
ادوارد چیرا لوح‌های دیگر مانند CBS 3878، ۶۸۸۹، ۶۹۰۵، ۷۹۷۵، ۸۰۷۹، ۱۰۲۲۷، ۱۳۹۱۱ و ۱۴۱۱۰ را در سال ۱۹۳۴ در کتاب «متون سومری با محتوای گوناگون» منتشر کرد. این لوح‌ها همراه با CBS 3901، ۳۹۲۷، ۸۰۲۳، ۹۳۱۶، ۱۱۰۷۸ و ۱۴۲۳۴ به بازسازی بیشتر این مرثیه انجامید و نام آن را «مرثیه‌ای بر شهر اور» گذاشتند.
یک منبع دیگر از این مرثیه در لوور پاریس نگهداری می‌شود، شماره AO 6446. لوح‌های دیگری نیز در موزه اشمولین در آکسفورد، با شماره‌های ۱۹۳۲٬۴۱۵، ۱۹۳۲٬۵۲۲، 1932,526j و 1932,526o نگهداری می‌شود.
لوح‌هایی از مجموعه هیلپریشت در دانشگاه ینا در آلمان نیز بخشی از این مرثیه هستند، شامل شماره‌های ۱۴۲۶، ۱۴۲۷، ۱۴۵۲، ۱۵۷۵، ۱۵۷۹، ۱۴۸۷، ۱۵۱۰ و 1553.
قطعه‌های بیشتری از این مرثیه در موزه هنر و تاریخ ژنو در سوئیس (MAH 15861 و MAH 16015) یافت شده‌اند.
ترجمه‌های دیگری نیز از لوح‌های یافت‌شده در مجموعهٔ نیپور در موزه باستان‌شناسی استانبول (Ni) انجام شده است. ساموئل نوآ کریمر به‌همراه دیگر پژوهشگران، لوح‌هایی مانند Ni 4496، ۱۱۶۲، ۲۴۰۱، ۲۵۱۰، ۲۵۱۸، ۲۷۸۰، ۲۹۱۱، ۳۱۶۶، ۴۰۲۴، ۴۴۲۴، ۴۴۲۹، ۴۴۵۹، ۴۴۷۴، ۴۵۶۶، ۹۵۸۶، ۹۵۹۹، ۹۶۲۳، ۹۸۲۲ و ۹۹۶۹ را از این مجموعه ترجمه کردند.
برخی از این لوح‌ها از جمله Ni 2510 و ۲۵۱۸، پیش‌تر در سال ۱۹۲۴ توسط ادوارد چیرا در کتاب «متون دینی سومری» ترجمه شده بودند.
سر لئونارد وولی نیز لوح‌های بیشتری را در اور و در قالب مجموعهٔ «متون کاوش‌های اور» در سال ۱۹۲۸ کشف کرد.
لوح‌های دیگری نیز در موزه خاور نزدیک برلین و مجموعه بابلی دانشگاه ییل نگهداری می‌شود.
ساموئل نوآ کریمر نخستین نسخهٔ کامل از مرثیه را از روی بیست‌ودو قطعه گردآوری کرد که در سال ۱۹۴۰ توسط دانشگاه شیکاگو با عنوان مرثیه‌ای بر ویرانی اور (مطالعات آشوری‌شناسی شماره ۱۲) منتشر شد. نسخه‌های دیگر نیز بعدها برای تکمیل متن کنونی به‌کار رفتند که از جمله آن‌ها نسخهٔ ترکیبی میگل سیویل (۱۹۸۹) و تازه‌ترین ترجمه‌ها از تورکیلد یاکوبسن (۱۹۸۷) و یواخیم کرشر (۱۹۹۶) است. در سال ۲۰۱۲، سه قطعهٔ جدید از نیپور (Ni. 4296، Ni. 4383 و Ni. 4566) نیز منتشر شد.

## ترکیب‌بندی
این مرثیه شامل چهارصد و سی‌وهشت خط در یازده بخش موسوم به کیروگو (kirugu) است که در بندهایی شش‌خطی تنظیم شده‌اند. این متن الههٔ نین‌گال را توصیف می‌کند که پس از درخواست از خدای انلیل برای بازگرداندن توفانی ویرانگر، برای شهر خود می‌گرید. در میان ناله‌های این الهه، بخش‌هایی دیگر گنجانده شده که احتمالاً منشأ و ساختار متفاوتی دارند؛ این بخش‌ها شهر ارّ را که به شهری ارواح بدل شده، توصیف می‌کنند، خشم توفان انلیل را بازمی‌گویند و از خدای سین (که با نرگال یا سین همسان دانسته شده) برای جلوگیری از فجایع آتی طلب یاری می‌کنند. نین‌گال، همسر خدای ماه، نانا، در ادامه از دادخواست خود به پیشگاه خدایان برتر، یعنی آنو و انلیل برای جلوگیری از نابودی ارّ یاد می‌کند. او این کار را هم در خلوت و هم در برابر مجمع آنوناکی انجام می‌دهد:
| « | به‌راستی پاها را گرفتم، به بازوان چنگ زدم، به‌راستی اشک ریختم در برابر آنو، به‌راستی نیایش کردم، خودم نزد انلیل: «از ایشان خواستم که شهرم ویران نشود، گفتم: ارّ ویران نشود.» | » |

شورای خدایان تصمیم می‌گیرد که سرنوشت سلسله سوم اور، که نزدیک به صد سال فرمان رانده بود، به پایان برسد. خزانهٔ معبد به‌دست تمدن ایلام غارت شد و مرکز قدرت در سومر به ایسین منتقل گردید، در حالی‌که کنترل تجارت در ارّ به‌دست چند خانوادهٔ بانفوذ افتاد. کنث وید پیشنهاد کرده است که تارح، پدر ابراهیم در سِفر پیدایش ممکن است یکی از سران این خانواده‌ها بوده باشد (Genesis 11:28). در این متن، از تمثیل «کلبهٔ باغی که واژگون شده» برای ویرانی معبد ارّ استفاده شده و سپس این زبان استعاری به محیط اطراف نیز گسترش یافته است؛ چیزی که یادآور بازنمایی اورشلیم به عنوان «سراپرده‌ای موقت» در کتاب عاموس است (Amos 9:11). نین‌گال چنین می‌نالد:
| « | خانهٔ وفادار من … چون خیمه‌ای، چون کلبه‌ای چیده‌شده پس از درو، چون کلبه‌ای برچیده‌شده پس از درو! ارّ، خانه‌ام که از هر چیز آکنده بود، خانه و شهرم که پر بود، برچیده شدند، به‌راستی برچیده شدند. | » |

در سراسر این سرزمین، معابد گوناگون همراه با خدایان یا ایزدبانوان حامی‌شان، همانند آغل‌ها، توصیف شده‌اند که ترک شده‌اند:
| « | نین‌لیل آن خانه، یعنی Ki-ur را ترک گفته و گذاشته تا نسیم‌ها آغل او را تسخیر کنند. بانوی کش آن را ترک کرده و گذاشته نسیم‌ها آغل او را تسخیر کنند. نین‌ماه آن خانهٔ کش را ترک کرده و گذاشته نسیم‌ها آغل او را تسخیر کنند. | » |

ادوارد لی. گرین‌استاین خالی شدن آغل‌ها را استعاره‌ای از نابودی شهر می‌داند. او همچنین اشاره می‌کند که گویندگان مرثیه‌ها معمولاً کاهنان مرد هستند که ویژگی‌های آوازخوانان زنانه را به خود می‌گیرند و از خدایان می‌خواهند که آرام گیرند تا معابد بازسازی شوند. سپس، الهه‌ای—گاهی با همراهی یک ایزد—ویرانی را شرح داده و با مرثیه‌ای تلخ دربارهٔ توفان ویرانگر می‌گرید و از خدایان می‌خواهد که به نیایشگاه‌ها بازگردند. نابودی شهر به‌دست ایلامی‌ها در این اسطوره با تصویر سیلی خروشان و طوفانی مهیب مقایسه شده است. این تصویرسازی با عنوان انلیل به‌عنوان «خدای بادها» آسان‌تر شده است. در بخشی از متن آمده است که محل وقوع داستان پیش از نابودی نهایی در معرض توفانی مخرب قرار گرفته بود:
| « | افسوس، توفان پشت توفان سراسر سرزمین را دربرگرفت: توفان بزرگ آسمانی، توفانی که بی‌وقفه می‌غرید، توفانی بدخواه که بر سرزمین تاخت، توفانی که شهرها را ویران کرد، توفانی که خانه‌ها را نابود کرد، توفانی که آغل گاوان را از میان برد، توفانی که آغل گوسفندان را سوزاند، توفانی که بر مناسک مقدس دست گذاشت، مشورت وزین را آلوده کرد، و هر آنچه نیکو بود را از سرزمین برید. | » |

در این متن، به نابودی ساختمان‌های گوناگون در توفان انلیل اشاره شده، از جمله نیایشگاه‌های Agrun-kug و Egal-mah, اکور (نیایشگاه انلیل)، Iri-kug, Eridug و Unug. نابودی کامل E-kiš-nu-ĝal چنین توصیف شده است:
| « | خانهٔ خوبِ کوه بلند و دست‌نیافتنی، E-kiš-nu-ĝal، به‌طور کامل با تبرهای بزرگ دریده شد. مردمان Šimaški و ایلام، ویرانگران، ارزش آن را تنها سی شِکِل شمردند. آن خانهٔ خوب را با کلنگ تکه‌تکه کردند. شهر را به تل‌های ویرانه بدل ساختند. | » |

تصاویر آنچه از دست رفته، و زمین سوخته‌ای که برجای مانده، ابعاد این فاجعه را نشان می‌دهد. در خط ۲۷۴ آمده است:
| « | "باغ عدن kiri-zal bi du-du-a-mu gir-gin ha-ba-hu-hur" - دشت من، که برای شادی برپا شده بود، همچون تنور سوخته بود. | » |

در پایان اسطوره، نابودی مکان به انلیل و همسرش نین‌لیل گزارش داده می‌شود و آنان ستوده و تجلیل می‌گردند.

## بحث
مرثیه برای اور مدت‌هاست که در حوزهٔ پژوهش‌های علمی شناخته‌شده و ویرایش‌شده باقی مانده است. پیوتر میخالوفسکی پیشنهاد کرده که این اثر از نظر ادبی، بر مرثیه برای سومر و اور که در اصل با عنوان «مرثیهٔ دوم برای اور» شناخته می‌شد، برتری یافته است، هرچند او باور دارد که دومی به‌لحاظ زمانی نسخه‌ای کهن‌تر است. Philip S. Alexander بندهای هفدهم و هجدهم این مرثیه را با آیه‌ای از کتاب مراثی (Lamentations 2:17) مقایسه می‌کند که می‌گوید: «خداوند آنچه را قصد کرده بود، انجام داد؛ تهدید خود را به جا آورد؛ همان‌طور که از پیش فرموده بود، بی‌هیچ ترحمی ویران کرد». او بر این باور است که این آیه ممکن است به سرنوشتی رازآلود و گریزناپذیر که برای صهیون در گذشتهٔ دور مقدر شده بود، اشاره داشته باشد:
| « | گاو وحشیِ اری‌دوگ آن را ترک کرده و نسیم‌ها آغل او را تسخیر کرده‌اند. انکی آن خانهٔ اری‌دوگ را ترک کرده و نسیم‌ها آغل او را تسخیر کرده‌اند. | » |

ویرانی شهرها و آبادی‌ها به‌دست بلایای طبیعی یا مهاجمان، از پایان سلسله سوم اور به‌بعد، در تاریخ ادبیات به‌وفور به‌کار رفته است. یکی از سنگ‌نوشته‌هایی که در عراق یافته شده، و در آن تصویر نابودی خانه‌ای کوهستانی در شوش آمده، نمونه‌ای از این مضمون است.
| « | جسدهای انسان‌ها، نه تکه‌سفال‌ها، گذرگاه‌ها را پوشاندند. دیوارها شکافته شده، دروازه‌های بلند و جاده‌ها از اجساد انباشته بودند. در کوچه‌هایی که زمانی کلاغ‌ها به جشن می‌آمدند، اجساد پراکنده افتاده بودند. در همهٔ کوچه‌ها و گذرگاه‌ها، پیکرها گسترده بودند. در دشت‌هایی که زمانی پر از رقصنده‌ها بود، اجساد توده‌وار افتاده بودند. خون کشور چاله‌ها را پر کرده بود، همچون فلز در قالب؛ بدن‌ها گداخته شده بودند — چون پیه‌ای که در آفتاب مانده باشد. | » |

میشل بریر پیشنهاد کرده که قبایل همسایهٔ چوپان‌ها شهر را ویران کردند و اور را «آخرین شهر بزرگ که فرو افتاد» نامیدند.

## نگارخانه

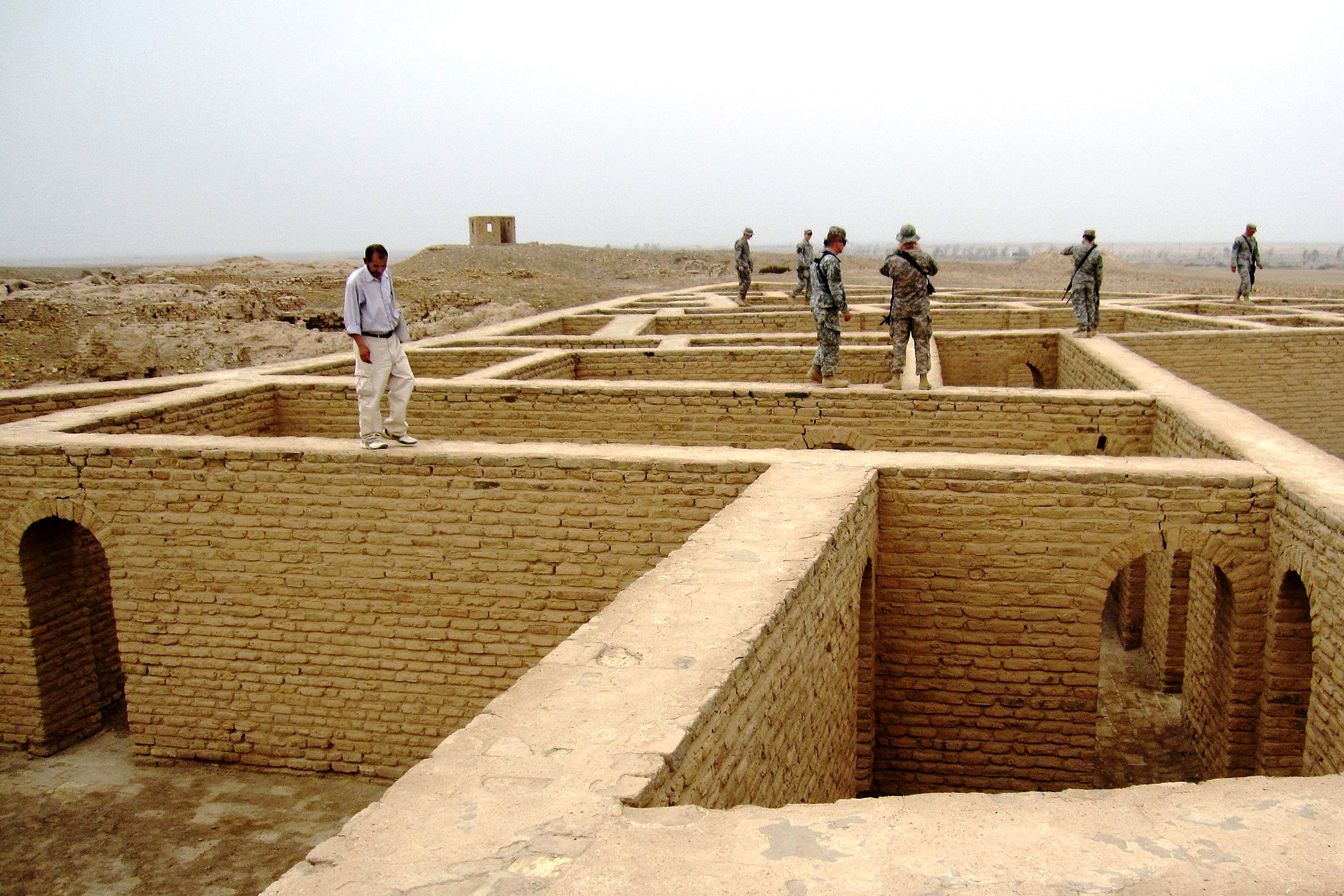
ویرانه‌های بازسازی‌شدهٔ شهر اور
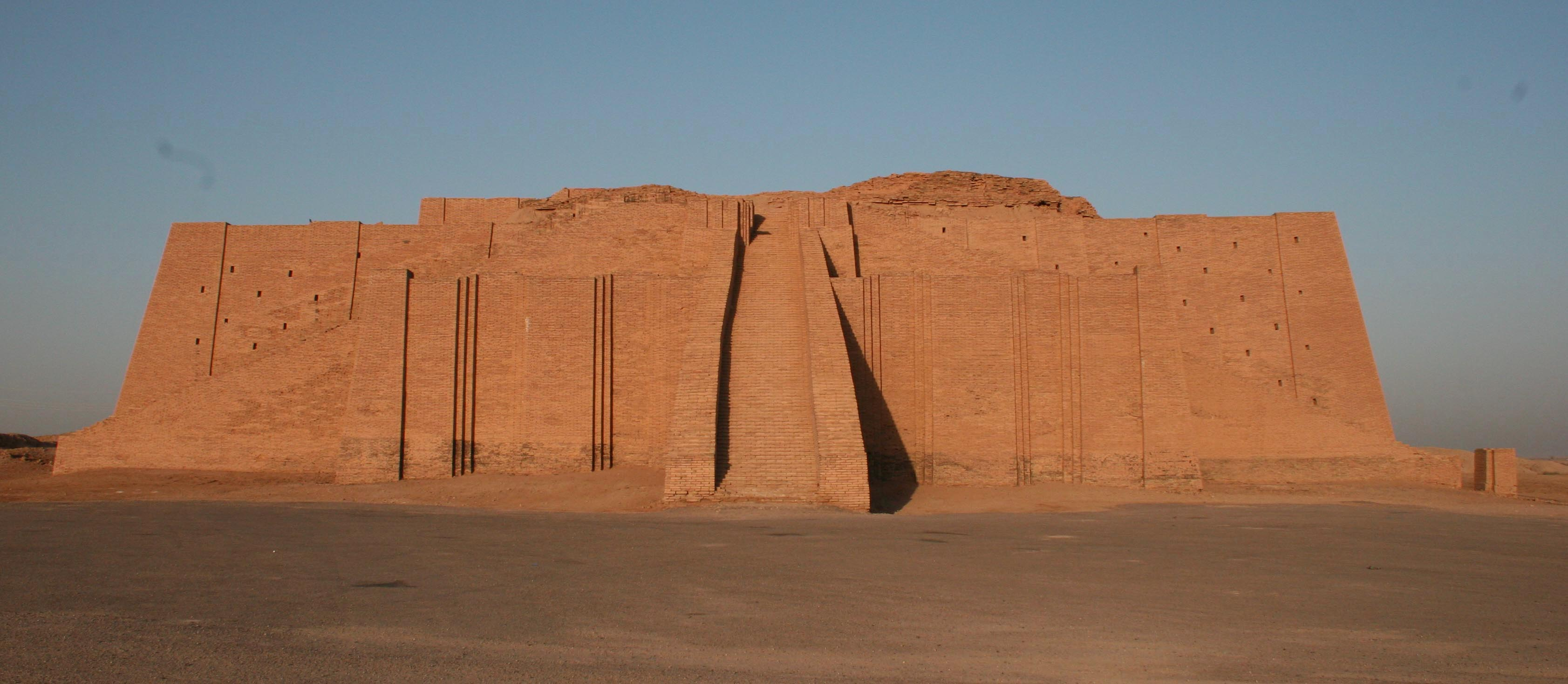
زیگورات اور
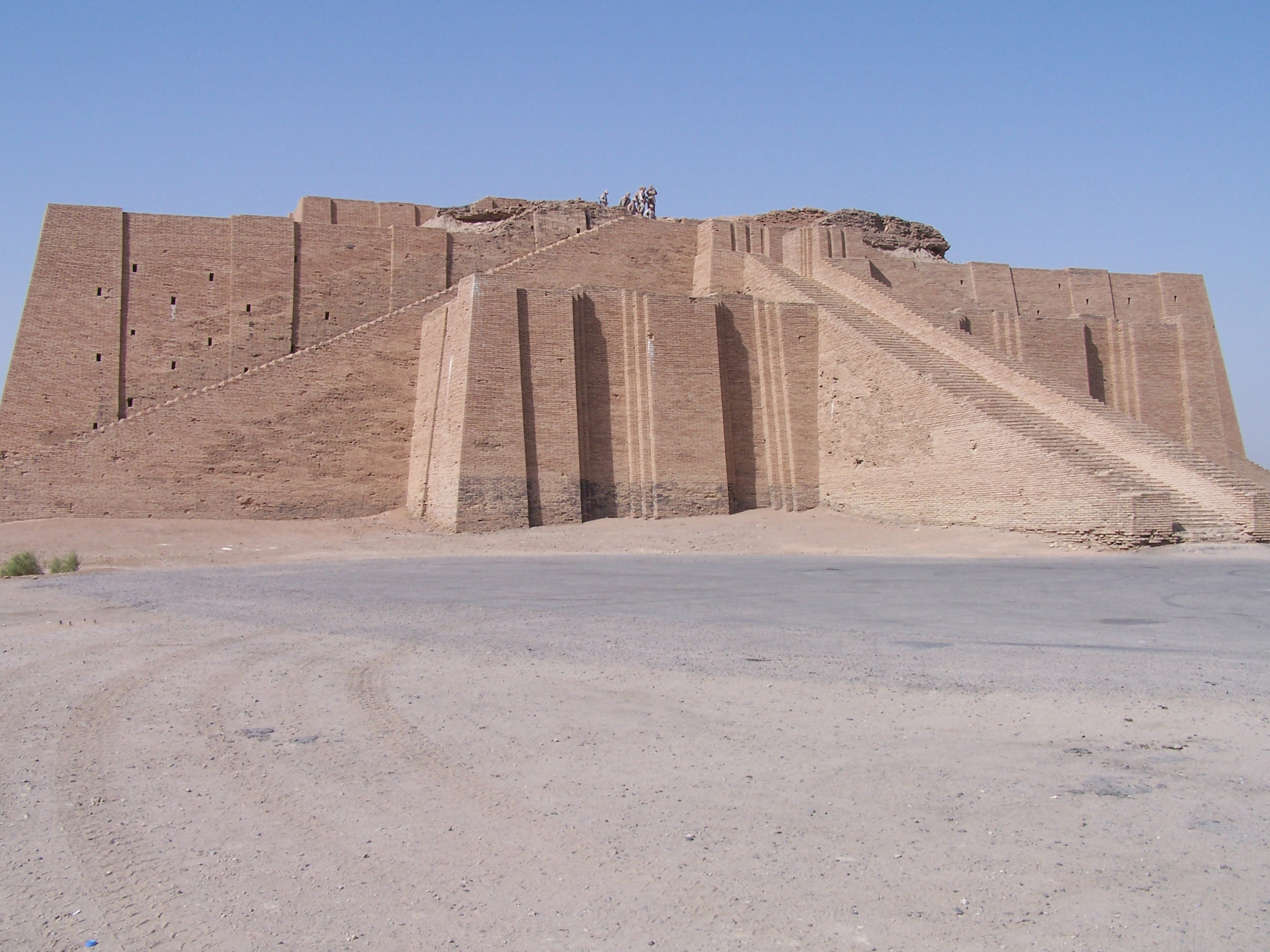
سربازان آمریکایی بر فراز زیگورات اور